# Апаран
Апара́н (арм. Ապարան) — город в Армении, в Арагацотнской области, в Апаранской котловине. Находится в 59 км к северо-западу от Еревана и в 42 км к юго-востоку от железнодорожной станции Спитак. Расположен на реке Касах выше Апаранского водохранилища у восточного подножья горы Арагац. Через Апаран проходит автодорога Ереван—Спитак. В городе производится родниковая вода «Апаран».

## История

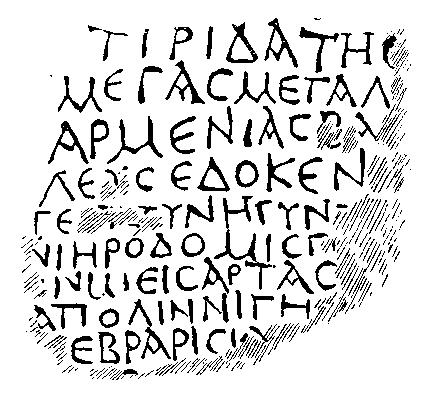
Греческая надпись царя Великой Армении Трдата III (IV век), найденная в Ниг/Апаране, гласит:«Тиридат Великий Великой Армении царь пожаловал … [из рода] Гнтуни сыну Родомира на кормление [?] город Ниг…февраля…».

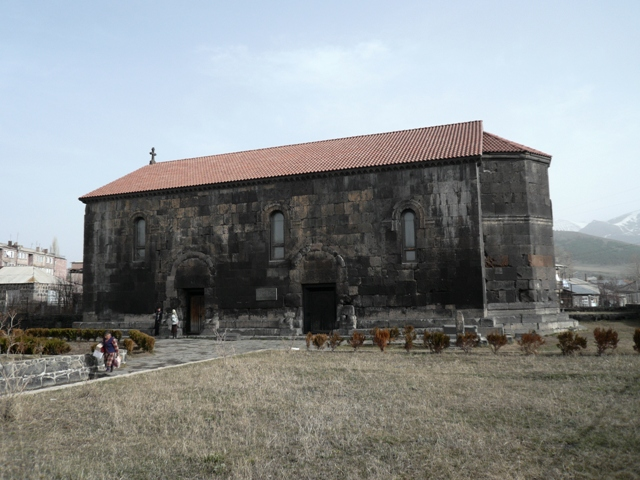
Церковь Святого Креста в Апаране, IV—V вв.

В античности область Апарана была известна как Ниг или Нигатун. Как поселение известен со II века н. э., когда был впервые упомянут Птолемеем под названием Касала. В IV веке Апаран именовался Касах и являлся центром гавара (уезда) Ниг. К этому времени относится строительство здесь Касахской базилики, сохранившейся до наших дней. Современное название города относят к X веку, по-видимому, оно происходит от армянского слова Апаранк (Ապարանք) — дворец.
Во время Первой мировой войны Апаран принял большое количество армян-беженцев из Вана, Муша, Алашкерта, Эрзрума и Хоя. В 1918 году при Баш-Апаране состоялась битва, в которой армянские регулярные части и ополчение разбили турецкие войска, наступавшие на Ереван. В память о победе в этой битве к северу от города установлен памятник.

## Население

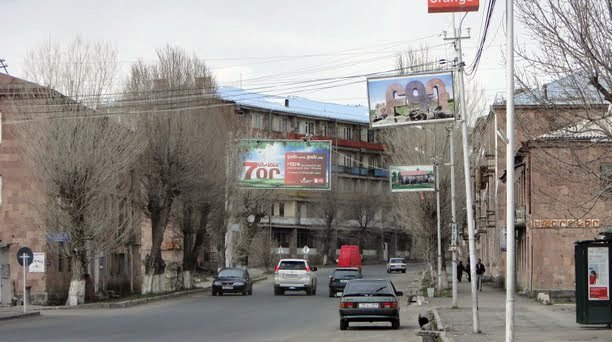
В центре города

В 1831 году имел 386 жителей, в 1873 году — 1353, в 1914 году — 2332, в 1919 году — 2295, в 1931 году — 2666, в 1959 году — 2662, в 1970 году — 5969, в 1979 году — 5990, в 2001 году — 5711 жителей. По данным на 2008 год население Апарана составляет 6158 человек.